# Cerneteaz, Timiș
Cerneteaz (Cernăteaz, maghiară Csernegyház) este un sat în comuna Giarmata din județul Timiș, Banat, România.

## Localizare
Satul Cerneteaz se situează la circa 8 km la nord de municipiul Timișoara, pe malul drept la Begăi Vechi. Drumul comunal 58, care străbate localitatea, leagă Cerneteazul de Giarmata și drumul național DN691 la est (2 km) și satul Covaci la vest (2 km).

## Istoric

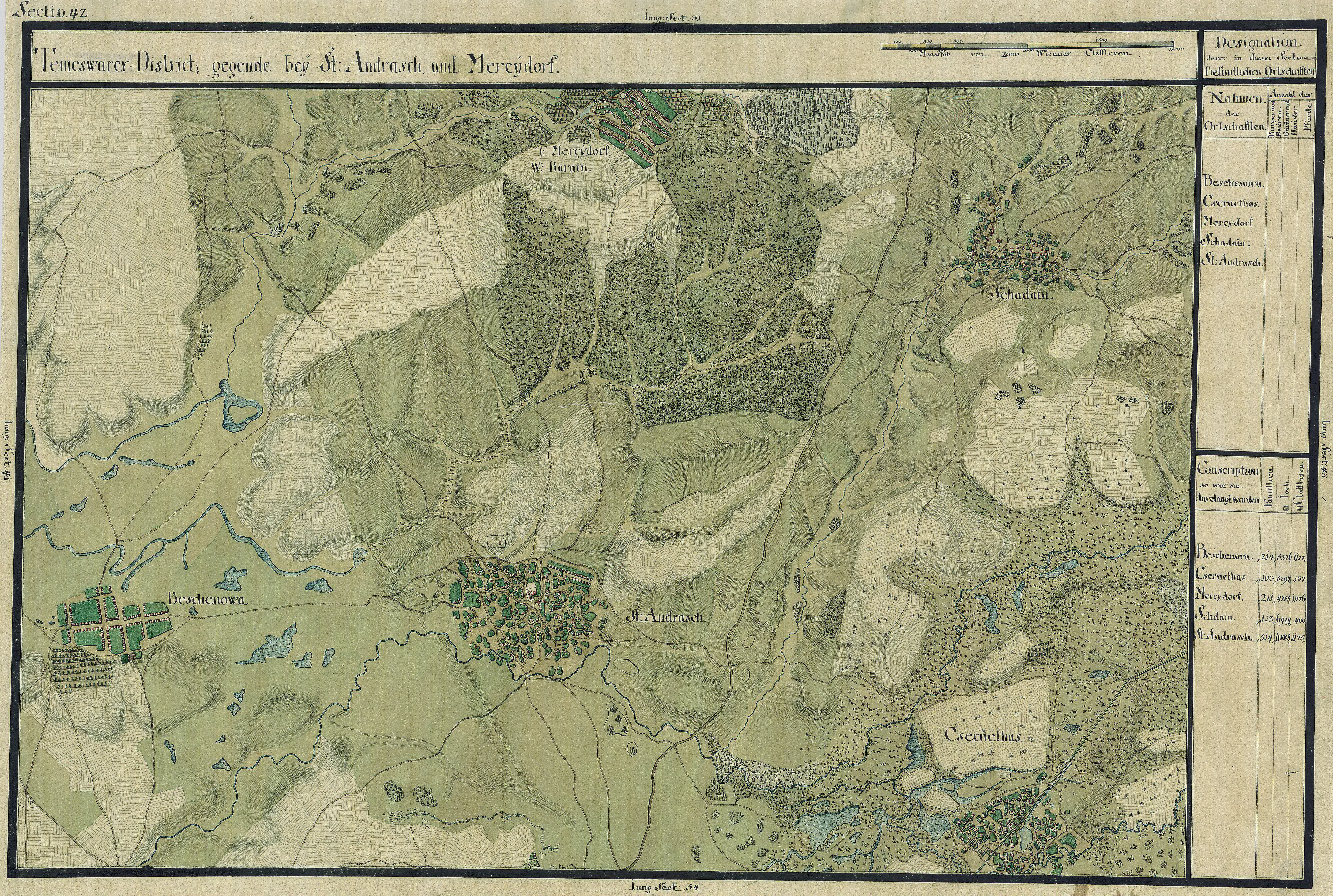
Cerneteaz în Harta Iosefină a Banatului, 1769-72

Pe teritoriul localității au fost descoperite vestigii romane. Prima atestare documentară datează din 1470. Într-un defter otoman din 1554, este consemnat cu 18 case. În 1924-1925 se numea Cernești. La împărțirea administrativ-teritorială din 1956, era centru de comună.

## Populația
Initial, 'satul batrân' a fost amplasat pe partea stânga a pârâului Beregsau, însa, datorita inundatiilor care afectau tocmai aceasta parte, asezarea s-a mutat cu timpul pe partea dreapta, mai ferita, unde se gaseste si azi. În 1924-1925 se numea Cernesti. La împartirea administrativ-teritoriala din 1956, era centru de comuna, dupa care a intrat în componenta comunei Giarmata.
Pe teritoriul localitatii au fost descoperite vestigii romane, pe aici trec urmele santului roman. Prima atestare documentara dateaza din 1470. În evul mediu, dupa cum reiese din documente, era denumita Cserneczhaza. Într-un defter otoman din 1554, este consemnat cu 18 case.[1] Dupa cucerirea Banatului de austrieci, localitatea apare în documente ca fiind locuita, astfel ca, recensământul de la 1717 atesta existenta a 52 de case.[2] Pe Harta lui Mercy de la 1723-1725, apare cu numele Cernitkais si este inclusa în districtul Timisoara. Mai apoi, pe harta de la 1761, apare cu numele Csernitacz, Csernihaza, drept resedinta a unei regiuni silvice. Succesiv, istoricii maghiari au vorbit despre satul Cerneteaz ca despre un sat majoritar de valahi (români), cu propria biserica ortodoxa. Conform datelor recensământului din 1930 numara 5.184 locuitori, dintre care 4.647 germani (89,64%), 406 români (7,83%), 120 maghiari (2,31%), 3 evrei s.a. Sub aspect confesional populatia era alcatuita din 4.763 romano-catolici (91,87%), 384 ortodocsi (7,40%), 10 reformati (calvini), 10 evanghelici (lutherani), 9 greco-catolici, 3 mozaici si 5 nedeclarati.
Populatia:
Spre deosebire de Giarmata, în trecut populata masiv de germani, Cerneteazul a rămas un sat românesc în care celelalte minoritati nu au atins o pondere prea mare sub stapânirea austro-ungara. Astfel, odata cu primele recensaminte moderne, precum cel de la 1880, sunt înregistrati 1.321 de locuitori, dintre care 1.1191 de români. La începutul secolului XX se înregistreaza un maxim de locuitori, de 1.454 suflete, dupa care populatia scade. Ajunsa sub 1.000 de locuitori dupa 1990, în ultimii ani numprul de locuitori a reînceput sa creasca, pe masura ce conditiile economice s-au îmbunatatit. La recensământul din 2002, au fost înregistrati 1.002 locuitori, în crestere cu 7,2% fata de precedentul recensamânt. Se remarca o crestere substantiala a numarului de romi, pe fondul unei usoare scaderi a numarului de români.

## Personalități locale
- Nică Iancu Iancovici (1821 - 1903), instrumentist, cântăreț de taraf, folclorist.
- Aquilina Birăescu (n. 30 iunie 1948), prozatoare.